# モーターシティ
『モーターシティ』（原題：Motorcity）はディズニーXDで放映されているアメリカのテレビアニメシリーズ。アメリカでは2012年4月30日から、日本では2012年9月22日から放送開始。当初はシーズン2の製作が予定されていたが、2012年11月5日にシーズン2製作キャンセルの発表があった。
キャッチコピーは「LIVE FAST. LIVE FREE.（突っ走れ、そして自由に生きろ）」。

## 概要
アニメーションスタジオ・ティットマウス社長であるアニメーター、クリス・プライノスキーが原作・監督を務め、ティットマウス系列企業のロビンレッドブレストとディズニー・テレビジョン・アニメーションが制作を行った。
プライノスキーは本作構想の要因として自動車好きの父親からの影響を挙げている。少年時代は自動車展示会へよく足を運び、高校のガレージで働いたこともあった。そうした経験から、自動車をテーマにした作品制作を強く熱望するようになったという。他に影響を受けたものとして『ロボコップ』や『ウォリアーズ』、『スターウォーズ』等のSF映画や、子供時代に見た『Speed Racer（マッハGoGoGo）』や『マッドマックス』等の自動車を扱ったアニメ、映画作品を挙げている。特にポール・バーホーベンの映画は『モーターシティ』の着想のきっかけとして大きなポイントであり、『爆発!デューク』や『特攻野郎Aチーム』といったテレビドラマからは間違いなく影響を受けたと語っている。
コンセプトキャラクターデザイナーにはゴリラズのアニメーターであるロバート・ヴァリーが参加し、シリーズに独特の雰囲気を持たせている。登場する自動車のデザインは、それぞれが実際に存在した種類のオマージュであり、例えば主人公であるマイク・チルトンの愛車は70年代のマッスルカーがオマージュされたデザインになっている。プライノスキーは「ほぼ全ての自動車の種類が用意されており、エピソードが進むごとに様々な種類の自動車が登場する」ことを特徴として挙げている。
アニメーションはFlash、Maya、Adobe After Effectsのツールを組み合わせて作画され、背景やその他の要素はAdobe Photoshopによって描かれている。

## ストーリー
物語の舞台は架空の未来のデトロイト。かつて自動車の街として栄えたデトロイトの上空に新しい都市としてデトロイト・デラックスが作られた。未来都市デトロイト・デラックスを築き、統治するのは独裁者エイブラハム・ケイン。住人は安全・快適な生活と引き換えに一切の自由を奪われていた。旧デトロイト、別名モーターシティをアジトに主人公マイク・チルトンをはじめとするチーム「バーナーズ」は自慢のカスタムカーを駆使して自由奪還の為にケインに立ち向かう。

## 登場キャラクター

### メインキャラクター
マイク・チルトン
声 - 桐井大介 / 英 - リード・スコット
本作の主人公。バーナーズのリーダー。年齢は17歳。
正義感に燃えるとても仲間想いな性格。頭の回転も速く冷静だが行動はいつも衝動的。過去にケインの下で訓練生として働いていた。
愛車の名前はマット（MUTT）。
チャック
声 - 清水俊彦 / 英 - ネイト・トレンス
バーナーズのシステム・ネットワーク担当でマイクの親友。とても頭が良く、中でもコンピューター技術に長けており、ケイン社のシステムハッキング等は簡単にこなしてしまう。
マイクの運転するMUTTの助手席に乗り込みチームをサポートするが、マイクの無茶な運転にいつも悲鳴を上げている。クレアに好意を抱いているが全く相手にされていない。
ジュリー・ケイン
声 - 武田華 / 英 - ケイト・ミクッチ
バーナーズの紅一点。実はケインの娘であるがバーナーズの皆には秘密にしている。
普段はデトロイト・デラックスで生活し、ケインの計画やケイン社のセキュリティ情報をチームに提供するなどスパイ的活動が多い。
愛車の名前は9ライフ（9 Lives）。
ダッチ・ゴルディ
声 - 最上嗣生 / 英 - ケル・ミッチェル
バーナーズのメカニック担当。デザインから設計まで幅広くこなす。性格はいたって真面目で常識人。自分勝手なテキサスとは言い争いになる事もしばしば。
愛車の名前はウィップテール（Whiptail）。
テキサス
声 - 船木真人 / 英 - ジェス・ハーネル
バーナーズのムードメーカー兼トラブルメーカー。自信家で人の意見をあまり聞かず物事を深く考えない自称最強の格闘家。首の筋肉が自慢で口癖は「テキサース！」。
愛車の名前はストロングホーン（Stronghorn）。
ジェイコブ
声 - 宇垣秀成 / 英 - ブライアン・ドイル＝マーレイ
バーナーズのサポート的存在。メンバーの中では最年長。年の功もありマイク達にアドバイスする事も。バーナーズのアジトでもある修理工場のキッチンではゲテモノ料理を作りよく皆に振舞っている。
愛車の名前はサスカッチ（Sasquatch）。
ロス
ダッチの助手ロボットでチームのマスコット的存在。もとはケインボットだったのをダッチが助手として再プログラムし、今ではバーナーズの大切な一員となっている。主に車の修理やカスタマイズの手伝いをしているが、戦闘においてもダッチのサポートしている。
エイブラハム・ケイン
声 - 高岡瓶々 / 英 - マーク・ハミル
デトロイト・デラックスの創設者で、支配者でもある。自分に刃向かうバーナーズを敵視しており、中でも過去に因縁を持つマイクには特に執着している。ジュリーの父親でもあり、彼女の事はとても可愛がっている。
トゥーリー
声 - 菊本平 / 英 - ジム・ブリューア
ケインの右腕として働いている部下。体は逞しく腕っ節も強いが頭が弱い。失言をする度に呆れられる事も多いが、忠誠心を買われケインとは常に行動を共にしている。
デトロイトの公爵
声 - 姫野恵二 / 英 - ディー・スナイダー
自らを「デトロイトの公爵」と名乗り、時には敵、時には味方というスタンスのヴィラン。
モーターシティに豪華な住居を構えており、常に派手な衣装、派手な演出で登場する。
マイクの愛車MUTTの虜になり、自分のコレクションにしようと何かとバーナーズにつきまとう。
No.2
声 - 丸山雪野 / 英 - タラ・ストロング
デトロイトの公爵の側近。
女性ながらも格闘術もこなす。よくガムを食べている。
サイボーグ・ダン
声 - 斎藤寛仁 / 英 - デイヴ・ウィテンバーグ
公爵が所持している意思を持ったサイボーグ。
公爵に指示されて自ら顔を溶かす事になったが、こうなったのもマイクのせいだと思っており恨んでいる。
カイア
声 - 加納千秋 / 英 - ラレイン・ニューマン
テラ族のリーダーでケインとバーナーズの両方を敵視しているヴィラン。
モーターシティで農業を営み生活していたテラ族の集落に、ケインが廃棄物を捨てた為に様々な物が突然変異を起こしてしまった。その為ケインを恨み攻撃を仕掛けるがどんな犠牲もいとわない手段を取る為、計画を妨害するバーナーズとも敵対する事になった。
レッド
声 - あべそういち / 英 - エリック・ラディン
突如としてマイクの前に現れた謎のヴィラン。過去のとある事件をきっかけにマイクに恨みを持っている。

### サブキャラクター
クレア
声 - 吉岡さくら / 英 - ダナ・デイヴィス
ジュリーの親友で、ジュリーがケインの娘でありバーナーズの一員である事を知っている唯一の人物。
普段はデラックスに住んでおり、ジュリーに付き合って時々モーターシティに来る。本人はデラックスの生活が気に入っており、モーターシティの事はあまりいいようには思っていない。
ハドソン博士
声 - 池田ヒトシ / 英 - ジム・カミングス
ケイン社の研究主任。ジェイコブがケイン社にいた頃の後輩。
レーヨン
声 - 樫井笙人 / 英 - バンパー・ロビンソン
ギャング「スカイラーク」のリーダー。基本的には自分に対して有益な方の味方につく為平気で裏切る事もあるが、マイクに対しては一目置いており、彼がピンチの時は手を貸してくれる。
ダー・ゴルディ
声 - 瀧澤樹 / 英 - ロション・フェガン
ダッチの弟で、デラックスに住んでおり、ケイン社の訓練生として働いている。
テニー
声 - 勝島乙江 / 英 - エイミー・ガルシア
ケイブラー居住区に住む女の子。メカの設計から構築までこなしてしまう優れた才能を持っている。
フォクシー
声 - 丸山雪野 / 英 - ジェニファー・ヘイル
女性だけのギャング「アマゾンズ」のリーダー。
ジュニア
声 - 小田柿悠太 / 英 - リチャード・クリスティ
ギャング「マザコン・ボーイズ」のリーダー。

## スタッフ
- 原作・監督 - クリス・プライノスキー
- 企画開発 - デヴィッド・ビッケル
- シリーズ構成 - クレイグ・ルイス
- アートディレクター - アントニオ・キャノビオ
- キャラクターデザイン原案 - ジュンペイ・タカヤマ、ロバート・ヴァリー、デヴィッド・ヴァンダーヴォート
- リードキャラクターデザイン - ジョアンナ・パーク
- コンセプトカーデザイン - ブランドン・クエリャル、ダニエル・サイモン
- プロップデザイン - ブランドン・クエリャル、ジェームズ・チャン、ジェイ・ホン、デイモン・モラン、チェイス・オズボーン
- 色彩設定 - アシュレイ・フィッシャー
- エフェクトアニメーター - エドワード・アーティニアン
- 編集 - バリー・J・ケリー、フェリペ・サラザール
- 音声監督 - アンドレア・ロマーノ
- 音楽 - スティーブン・バートン
- スーパーバイジングプロデューサー - シャノン・プライノスキー
- プロデューサー - ベン・カリーナ
- アニメーション制作 - ロビンレッドブレスト、ディズニー・テレビジョン・アニメーション
- 3Dアニメーション制作・モデリング - インセスタント・レイン・スタジオ
- 製作 - ティットマウス、ディズニー・テレビジョン・アニメーション、ディズニーXD・オリジナル・プロダクションズ

## 放映リスト
| No. | タイトル (原題)                                          | 原案                                                       | 脚本                                        | ストーリーボード                                                          | 演出                                | デジタル作画監督                    |
| --- | -------------------------------------------------------- | ---------------------------------------------------------- | ------------------------------------------- | ------------------------------------------------------------------------- | ----------------------------------- | ----------------------------------- |
| 1   | モーターシティを守れ (Battle for Motorcity)              | クリス・プライノスキー クレイグ・ルイス                    | クリス・プライノスキー                      | ポール・ハーモン エド・タデム アンディ・スリアーノ ジェイミー・ビッカース | クリス・プライノスキー              | マイク・ラウシュ                    |
| 2   | 壊滅の危機 (Power Trip)                                  | ジョージ・クルスティック マディソン・ベイトマン            | ジョージ・クルスティック                    | ソンジン・アン アンソニー・チュン ジェイ・ウー・キム                      | ジュノ・リー                        | マイク・ラウシュ アリソン・クレイグ |
| 3   | 凍りつくモーターシティ (Ride the Lightning)              | -                                                          | ジョン・オブライアン                        | アンディ・スリアーノ エド・タデム ジェイミー・ビッカース                  | クリス・プライノスキー              | アリソン・クレイグ                  |
| 4   | テラ族の復讐 (Texas-ify It)                              | ジョン・オブライアン ダリック・バックマン クレイグ・ルイス | ジョン・オブライアン                        | アンディ・スリアーノ エド・タデム ジェイミー・ビッカース                  | クリス・プライノスキー              | アリソン・クレイグ                  |
| 5   | デトロイトの公爵登場 (The Duke of Detroit)               | -                                                          | ダリック・バックマン                        | ソンジン・アン デビッド・ウー アンソニー・チュン ジェームズ・ヤング       | ジュノ・リー                        | マイク・ラウシュ                    |
| 6   | 復讐の再会 (Vendetta)                                    | -                                                          | ジョン・オブライアン                        | ソンジン・アン デビッド・ウー ユージン・リー                              | ジュノ・リー                        | マイク・ラウシュ                    |
| 7   | 決死のレース (Blond Thunder)                             | クレイグ・ルイス                                           | グレッグ・エルンストロム                    | アンディ・スリアーノ エド・タデム ジェイミー・ビッカース                  | クリス・プライノスキー              | アリソン・クレイグ                  |
| 8   | カオス・ウイルス (Going Dutch)                           | ジョージ・クルスティック                                   | ジョージ・クルスティック                    | アンディ・スリアーノ エド・タデム ジェイミー・ビッカース                  | クリス・プライノスキー              | アリソン・クレイグ                  |
| 9   | レイマンティア国物語 (Ride of the Fantasy Vans)          | ジョージ・クルスティック                                   | グレッグ・エルンストロム                    | タイリー・ディリハイ アンディ・スリアーノ エド・タデム                    | クリス・プライノスキー              | アリソン・クレイグ                  |
| 10  | 公爵のスペシャルショー (The Duke of Detroit Presents...) | -                                                          | ダリック・バックマン                        | ソンジン・アン ユージン・リー デビッド・ウー                              | ジュノ・リー                        | マイク・ラウシュ                    |
| 11  | ジュリーの秘密 (Off the Rack)                            | -                                                          | ジョージ・クルスティック                    | ソンジン・アン ユージン・リー デビッド・ウー                              | ジュノ・リー                        | マイク・ラウシュ                    |
| 12  | 本当の勇気 (Fearless)                                    | アダム・ビーチェン ジョン・オブライアン                    | アダム・ビーチェン グレッグ・エルンストロム | ソンジン・アン ユージン・リー デビッド・ウー                              | ジュノ・リー                        | マイク・ラウシュ                    |
| 13  | ハロウィーンの悪夢 (Mayhem Night)                        | ジョージ・クルスティック                                   | ジョン・オブライアン                        | アンディ・スリアーノ エド・タデム ジェイミー・ビッカース                  | クリス・プライノスキー              | アリソン・クレイグ                  |
| 14  | 父と娘 (Like Father, Like Daughter)                      | -                                                          | ジョン・オブライアン                        | ソンジン・アン ユージン・リー デビッド・ウー                              | ジュノ・リー                        | マイク・ラウシュ                    |
| 15  | 再結成 (Reunion)                                         | -                                                          | ジョージ・クルスティック                    | アンディ・スリアーノ エド・タデム ジェイミー・ビッカース                  | クリス・プライノスキー              | アリソン・クレイグ                  |
| 16  | ジュリーと女戦士たち (Julie and the Amazons)             | -                                                          | グレッグ・エルンストロム                    | アンディ・スリアーノ エド・タデム ジェイミー・ビッカース                  | クリス・プライノスキー              | アリソン・クレイグ                  |
| 17  | ロボット・ロデオ大会 (The Robo-Roundup)                  | -                                                          | ダリック・バックマン                        | ソンジン・アン ユージン・リー デビッド・ウー                              | ジュノ・リー                        | マイク・ラウシュ                    |
| 18  | 警戒レベル:テキサス! (Threat Level: Texas!)              | -                                                          | ジョージ・クルスティック                    | ソンジン・アン ユージン・リー デビッド・ウー                              | ジュノ・リー                        | マイク・ラウシュ                    |
| 19  | 謎の男 ヴェガ (Vega)                                     | -                                                          | グレッグ・エルンストロム                    | ソンジン・アン ユージン・リー エド・タデム デビッド・ウー                 | ジュノ・リー クリス・プライノスキー | アリソン・クレイグ                  |
| 20  | 輝く明日 (A Better Tomorrow)                             | -                                                          | グレッグ・エルンストロム                    | ソンジン・アン ユージン・リー エド・タデム デビッド・ウー                 | ジュノ・リー                        | マイク・ラウシュ                    |